# Adolf Kirchhoff
Johann Wilhelm Adolf Kirchhoff, född 6 januari 1826 i Berlin, död där 27 februari 1908, var en tysk filolog och arkeolog.
Kirchhoff blev 1846 adjunkt och senare överlärare vid Joachimsthal'sches Gymnasium i Berlin, 1860 ledamot av preussiska vetenskapsakademien och 1865 professor vid Berlins universitet.
Kirchhoff utgav kritiska editioner av bland andra Plotinos (1854) och Euripides (1855; 1867–68), lämnade flera inlägg i den homeriska frågan, bland annat Die homerische Odyssee und ihre Entstehung (1859) och Die Composition der Odyssee (1869; samlade uppsatser, andra upplagan 1879).
Kirchhoff utövade även en anmärkningsvärd verksamhet på paleografins och epigrafikens område, omfattande bland annat Das gothische Runenalphabet (1851; andra upplagan 1854) och Die fränkischen Runen (i Moriz Haupts "Zeitschrift für deutsches Alterthum", 1855), Die umbrischen Sprachdenkmäler (1848–51; tillsammans med Theodor Aufrecht) och Studien zur Geschichte des griechischen Alphabets (1863; fjärde upplagan 1887) samt deltog i utgivandet av "Corpus inscriptionum græcarum" (en avdelning av fjärde bandet, 1859) och "Corpus inscriptionum atticarum" (första bandet, 1873 samt supplement 1877–91).